# Xian de Longchuan (Yunnan)
Pour les articles homonymes, voir Longchuan.
Le xian de Longchuan (陇川县 ; pinyin : Lǒngchuān Xiàn) est un district administratif de la province du Yunnan en Chine. Il est placé sous la juridiction de la préfecture autonome dai et jingpo de Dehong.

## Démographie
La population du district était de 162 755 habitants en 1999.